# John Hurst (Archäologe)
John Gilbert Hurst (* 15. August 1927 in Cambridge; † 29. April 2003 in Peterborough) war ein britischer Prähistoriker. Er widmete sich schwerpunktmäßig der Erforschung mittelalterlicher Keramik und der Siedlungsarchäologie.

## Leben
John Hurst entstammte einer Akademikerfamilie. Sein Vater war der Genetiker Charles Chamberlain Hurst, seine Mutter die Botanikerin Rona Hurst. Er verbrachte seine Schulzeit zunächst auf einer Schule in Horsham und wechselte später auf die Harrow School in London. Nach seinem Schulabschluss absolvierte Hurst seinen Wehrdienst, der ihn in den Nahen Osten führte. Von 1948 bis 1951 studierte er Archäologie am Trinity College in Cambridge. Sein Studienschwerpunkt galt der Ur- und Frühgeschichte. Zwischen 1952 und 1987 war Hurst als Referent bei der britischen Denkmalbehörde tätig, die zunächst im Bauministerium, ab 1983 bei der English Heritage aufgehängt war. 
In Zusammenarbeit mit Maurice Beresford widmete er sich der Erforschung mittelalterlicher Siedlungen und Alltagskultur. Ein weiteres Interessensgebiet war die Keramikforschung des Mittelalters und der frühen Neuzeit. Besondere Bedeutung für die archäologische Forschung haben seine Untersuchungen an Northold Manor von 1950 bis 1970 und an der mittelalterlichen Wüstung Wharram Percy. In Deutschland widmete er sich der Erforschung des Langerweher Steinzeugs.
Hurst war Mitglied der Society for Medieval Archaeology und der Society for Post-Medieval Archaeology. Beiden Vereinigungen stand er zeitweise als Präsident vor. Seit 1958 war er Mitglied der Society of Antiquaries of London (FSA), der er zwischen 1969 und 1973 als Vizepräsident vorstand, und seit 1987 Mitglied der British Academy (FBA).
Als Student lernte Hurst auf einer Ausgrabung Dorothy Gillian Duckett kennen, die er 1955 heiratete. Aus der Ehe gingen zwei Töchter, Francesca und Tamara, hervor. Nach seiner Pensionierung 1987 ließ er sich in Great Casterton in der Grafschaft Leicestershire nieder. Hurst wurde am 9. März 2003 nahe seinem Haus aus unbekannten Gründen von zwei Männern angegriffen und schwer am Kopf verletzt. Er erlag diesen Verletzungen 20 Tage später im Peterborough District Hospital.

## Auszeichnungen
- 1995 Ehrendoktorwürde der University of York
- 2003 Medaille der Society of Antiquaries of London (postum)

## Schriften (Auswahl)
- Langerwehe Stoneware of the Fourteenth and Fifteenth Centuries. Ancient monuments and their interpretation. London 1977.